# Leopoldamys
Genre
Leopoldamys est un genre de rongeurs de la sous-famille des Murinés. 

## Liste des espèces
Ce genre comprend les espèces suivantes :
- Leopoldamys ciliatus (Bonhote, 1900)
- Leopoldamys edwardsi (Thomas, 1882)
- Leopoldamys milleti (Robinson & Kloss, 1922)
- Leopoldamys neilli (Marshall, 1976)
- Leopoldamys sabanus (Thomas, 1887)
- Leopoldamys siporanus (Thomas, 1895)

## Lien génique avec d'autres espèces
Les traits chromosomiques suggèrent que Leopoldamys est plus étroitement lié à Bandicota, Berylmys, Nesokia, Rattuset Sundamys, qu’à Lenothrix, Maxomys, ou Niviventer (Gadi et Sharma, 1983). Les meilleures estimations des relations sont dérivées de sources moléculaires et morphologiques. Les données allozymiques et morphologiques séparent clairement Leopoldamys de Rattus (Chan et coll., 1979; Musser, 1981b; Musser et Newcomb, 1983). L’analyse cladistique des séquences d’ADN des éléments LINE-1 a placé Leopoldamys et Niviventer comme genres frères dans un clade distinct de celui contenant Rattus, Berylmys, Bandicotaet Sundamys (membres de notre division Rattus), et un autre clade ne contenant que Maxomys (Verneau et al., 1997, 1998), résultats également reflétés dans des études d’immunologie de l’albumine (Watts et Baverstock, 1994b),des essais d’hybridation ADN/ADN (Chevret, 1994 [cités dans Verneau et al., 1997]; Ruedas et Kirsch, 1997), et généralement dans les traits crâniens et dentaires (Musser et Newcomb, 1983).